# Nachal Amud

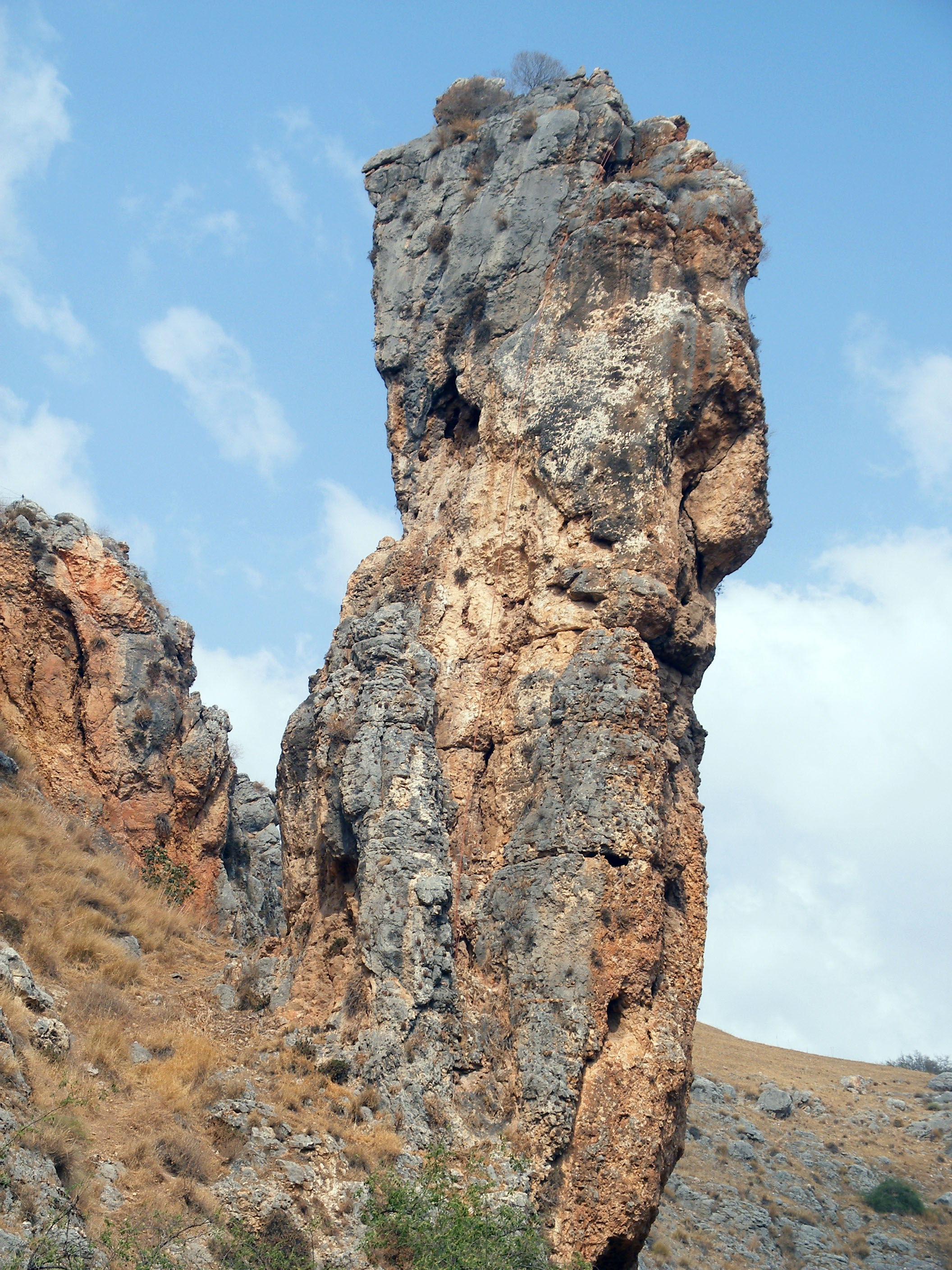
Skalní útvar v údolí Nachal Amud

Nachal Amud (hebrejsky: נחל עמוד) je vádí v severním Izraeli, v Galileji.
Pramení v nadmořské výšce cca 800 metrů na náhorní plošině Ramat Dalton v Horní Galileji, východně od masivu Har Meron. V prostoru mezi vesnicí Dalton a menším městem Džiš se zde rozkládá umělá vodní plocha jezera Ma'agar Dalton a okolo ní se sbíhají jednotlivé pramenné zdroje. Nachal Amud pak směřuje k jihu a jeho koryto se prudce zařezává do okolní krajiny. Protéká západně od města Safed podél hory Har Mesarvim, kde přijímá zprava toky Nachal Meron a Nachal Livnim, zleva Nachal Sechvi a Nachal Akbara, a směřuje do Dolní Galileji, přičemž stále klesá do příkopové propadliny při Galilejském jezeru. Severně od vesnice Chukok údolí kříží potrubí, kterým prochází Národní rozvaděč vody. V nejspodnějším úseku svého toku vstupuje Nachal Amud do zemědělsky intenzivně obdělávané nížiny při Galilejském jezeru, do kterého vtéká severně od kibucu Ginosar.
V délce 22 kilometrů je trasa Nachal Amud vyhlášena za přírodní rezervaci, jednu z největších v Izraeli. Zejména na středním toku se nacházejí četné vodopády, jimiž vádí překonává mimořádný výškový rozdíl, který mezi pramenem a ústím přesahuje 1000 metrů. Jsou tu také skalní útvary a jeskyně. V roce 1925 zde došlo k nálezu kosterních pozůstatků prehistorického člověka se stářím přes 230 000 let. Další kostru ze starší doby kamenné zde objevili japonští archeologové v 60. letech 20. století.